# Kościół Podwyższenia Krzyża Świętego w Tychowie
Kościół Podwyższenia Krzyża Świętego w Tychowie – katolicki kościół filialny zlokalizowany we wsi Tychowo w gminie Stargard, w powiecie stargardzkim (województwo zachodniopomorskie). Jest filiałem parafii św. Maksymiliana Marii Kolbego w Krąpielu.

## Historia i architektura
Kościół został wzniesiony na przełomie XV i XVI wieku z kamienia narzutowego i cegły. Sytuowany na planie prostokąta, jest budowlą salową, zakończoną od wschodu trójbocznie zamkniętym prezbiterium. W połowie XIX wieku kościół przeszedł przebudowę, w trakcie której przemurowano otwory okienne, zamurowano pierwotny portal północny, zaś portal południowy przerobiono na ostrołukowy. Od strony zachodniej dobudowana została też wówczas wieża, zwieńczona ośmiobocznym hełmem z latarnią. Na wieży zawieszony jest dzwon odlany w 1853 roku.
Wewnątrz kościoła zachował się barokowy ołtarz z 1736 roku, z obrazem przedstawiającym Ukrzyżowanie Jezusa Chrystusa w części centralnej oraz sceną Ostatniej Wieczerzy w predelli, a także renesansowa ambona, przerobiona częściowo w 1720 roku.
Po II wojnie światowej kościół został konsekrowany jako świątynia katolicka w 1946 roku przez ks. Jana Borodzicza.